# The Godfather: The Game
The Godfather: The Game é um jogo eletrônico de ação-aventura da Electronic Arts baseado no filme de 1972 The Godfather. O jogo foi inicialmente lançado em março de 2006 para PlayStation 2, Xbox e Microsoft Windows, porém depois ele recebeu edições para Xbox 360, PlayStation 3 (com o nome de The Godfather: The Don's Edition) e para Wii (com o nome The Godfather: Blackhand Edition).
O jogo conseguiu trazer também diversos atores do filme original para dublar seus personagens no jogo, como James Caan, como Sonny Corleone, Robert Duvall, como Tom Hagen, Abe Vigoda, como Salvatore Tessio e John Martino, como Paulie Gatto. Os únicos atores principais a não fazerem a dublagem do jogo foram Marlon Brando, falecido em 2004 - devido à péssima qualidade do áudio original, os produtores contrataram um imitador para o papel de Don Corleone - John Cazale, falecido em 1978, Richard Castellano, falecido em 1988 e Al Pacino, que não liberou a sua imagem e voz para Michael Corleone.
Apesar dos diversos atores do filme original que foram contratados para o jogo, o diretor do filme, Francis Ford Coppola disse em entrevista que não tinha conhecimento do jogo até que a Paramount cedeu os direitos à Electronic Arts, e que considera o jogo um erro. Segundo seu ponto de vista, "eles usam os personagens que todos conhecem e contratam aqueles atores para estar lá, mas só para apresentar personagens secundários. E então pela próxima hora eles atiram e matam uns aos outros".
Em 2009, a Electronic Arts lançou a continuação do jogo, chamada The Godfather II, baseada no filme The Godfather Part II.

## História
O jogo tem um personagem principal que não existe no universo dos filmes, Aldo Trapani, que é recrutado para a família Corleone e busca ascender nesse espaço enquanto busca vingança pela morte do pai. A história do jogo se intersecciona com o filme em várias ocasiões, apresentando momentos importantes que aconteceram nas telas pela perspectiva de Aldo ou mostrando ele realizando ações que não foram mostradas diretamente nos filmes: por exemplo, ele vinga a filha de Bonasera, mata o assassino de Luca Brasi, leva Vito Corleone ao hospital após ele ter sido baleado, planta a arma para Michael Corleone matar Sollozzo e McCluskey e coloca a cabeça de cavalo na cama de Jack Woltz. Outras missões, entretanto, foram criadas somente para o jogo.
Ao final do jogo, quando o jogador já concluiu todas as missões e "destruiu" todas as famílias rivais, Aldo Trapani se torna o novo Don da família Corleone - diferentemente do filme, onde Michael Corleone ocupa esse papel.

## Recepção
Apesar do fato de o diretor do filme, Francis Ford Coppola, ter criticado o jogo por ser muito diferente de seu filme, muitos sites de crítica de jogos, como o GameSpot, o elogiaram por ser parecido com o filme. A nota do GameRankings são as seguintes:
- PS2 & Xbox – 77%.[3]
- The Don's Edition (PS3) – 72.45%.[4]
- Mob Wars (PSP) – 62%.[5]
- Blackhand Edition (Wii) – 77%.[6]